# Jack O'Connell
Jack O'Connell (Derby, Inglaterra, 1 de agosto de 1990) es un actor inglés. Es conocido por su personaje Pukey Nicholls en la película This Is England, por interpretar a James Cook en el exitoso drama adolescente Skins, a Louis Zamperini en Unbroken, y a Remmick en el hit mundial Sinners. También ha aparecido en series de televisión como Doctors, Waterloo Road,  Godless, The Bill y Holby City.
En 2006, O'Connell debutó como actor en la película de This Is England, un drama que cuenta la historia sobre un chico que está creciendo en la Inglaterra de los años '80. Shane Meadows, director y escritor, creó el personaje de Pukey Nicholls dentro de la película especialmente para O'Connell, porque él era algo mayor para hacer de protagonista. La producción ganó más tarde el British Academy Film Award a la Mejor Película Británica. Más tarde obtuvo el papel principal de Chris, un chico de 14 años, en el corto Black Dog, dirigido por Ian Fenton.
En 2007, O'Connell protagonizó la obra Scarborough, representada en el Festival de Edimburgo y repitió su papel al año siguiente cuando se traspasó al Royal Court Theatre de Londres. Interpretó a Daz, un colegial de 15 años que mantiene relaciones sexuales con su profesora. Más tarde ese mismo año, apareció en el episodio de la serie de televisión Wire in Blood, "The Names of Angels", y en un episodio de Holby City, "Trust". En octubre de 2007, O'Connell protagonizó un DVD educativo, Between You and Me, producido por Derbyshire Constabulary, en el que su personaje Alfie Gilchrist se las ve con toda una serie de temas que incluyen beber siendo menor de edad, falsificar el DNI, la presión de los demás y el robo de coches. La revista Youth Work Now describió su interpretación como «extraordinaria».
En 2008 O'Connell participó en la película de terror Eden Lake. Su personaje, Brett, es el líder de una pandilla de adolescentes que se meten en un enfrentamiento violento con los protagonistas. En julio, el Daily Mirror anunció que O'Connell había sido escogido para participar en la 2.ª temporada de la serie Skins. 
O'Connell no apareció en la serie que sirve como secuela de la película This Is England, This Is England '86.

## Filmografía
| Año             | Película                        | Papel               | Notas                                    |
| --------------- | ------------------------------- | ------------------- | ---------------------------------------- |
| 2027            | Godzilla x Kong: Supernova      | Por confirmar       | Película                                 |
| 2026            | 28 Years Later: The Bone Temple | Jimmy Crystal       | Película                                 |
| 2025            | 28 Years Later                  | Jimmy Crystal       | Película                                 |
| 2025            | Sinners                         | Remmick             | Película                                 |
| 2024            | Back to Black                   | Blake Fielder-Civil | Película                                 |
| 2022            | SAS: Rogue Heroes               | Paddy Maine         | Serie                                    |
| 2022            | El amante de lady Chatterley    | Oliver Mellors      | Película                                 |
| 2021            | The North Water                 | Patrick Sumner      | Miniserie                                |
| 2021            | Little fish                     | Jude Williams       | Película                                 |
| 2019            | Jungleland                      | Lion Kaminski       | Película                                 |
| 2019            | Seberg                          | Jack Solomon        | Película                                 |
| 2018            | Party of the Century            | TBA                 | Película                                 |
| 2017            | Godless                         | Roy                 | Miniserie                                |
| 2017            | Tulip Fever                     | William             | Película                                 |
| 2017            | HHhH                            | Jan Kubis           | Película                                 |
| 2016            | Money Monster                   | Kyle Budwell        | Película                                 |
| 2014            | '71                             | Gary Hook           | Película                                 |
| 2014            | Unbroken (película)             | Louis Zamperini     | Película                                 |
| 2014            | 300: Rise of an Empire          | Calisto             | Película                                 |
| 2013            | Starred Up                      | Eric                | Película                                 |
| 2012            | Tower Block(Francotirador)      | Kurtis              | Película                                 |
| 2011            | The Liability                   | Adam                | Película                                 |
| 2011            | Private Peaceful                | Charlie Peaceful    | Película                                 |
| 2011            | The Somnambulists               | Man 10              | Película                                 |
| 2011            | Shelter                         | Charlie             | Cortometraje                             |
| 2011            | Weekender                       | Dylan               | Película                                 |
| 2011            | The Runaway                     | Eamonn Docherty     | Basada en una novela de Martina Cole     |
| 2011            | United                          | Bobby Charlton      | TV Drama (Protagonista)                  |
| 2010            | Dive                            | Robert Wisley       | TV Drama (Main Role)                     |
| 2009            | Harry Brown                     | Marky               | Película                                 |
| 2009–2010, 2013 | Skins                           | James Cook          | Series 3-4-7 (Protagonista)              |
| 2009            | Wuthering Heights               | Shepherd Lad        | Serie de televisión                      |
| 2008            | Eden Lake (Lago Eden)           | Brett               | Película (protagonista)                  |
| 2007            | Wire in the Blood               | Jack Norton         | Episodio 05.01 ("The Names of Angels)    |
| 2007            | Holby City                      | Davey Hunt          | Episodio 08.01 ("Trust")                 |
| 2007            | Waterloo Road                   | Dale Baxter         | Episode 02.09                            |
| 2006            | This Is England                 | Pukey Nicholls      | Película                                 |
| 2005            | The Bill                        | Ross Trescot        | Series 21, 4 episodios                   |
| 2005            | Doctors                         | Connor Yates        | Episodio 07.01 ("Like Father, Like Son") |

## Premios
| Año  | Premio                                                          | Categoría                        | Película            | Resultado |
| ---- | --------------------------------------------------------------- | -------------------------------- | ------------------- | --------- |
| 2008 | Fright Meter Awards                                             | Best Supporting Actor            | Eden Lake           | Ganador   |
| 2009 | Fantasporto International Fantasy Film Awards                   | Best Actor                       | Eden Lake           | Ganador   |
| 2010 | Monte-Carlo Television Festival Golden Nymph Awards             | Outstanding Actor – Drama Series | Skins               | Nominado  |
| 2010 | TV Choice Awards                                                | Mejor Actor                      | Skins               | Ganador   |
| 2013 | British Independent Film Awards                                 | Mejor Actor                      | Starred Up          | Nominado  |
| 2013 | Les Arcs European Film Festival Awards                          | Mejor Actor                      | Starred Up          | Ganador   |
| 2014 | BAFTA Scotland Awards                                           | Mejor Actor                      | Starred Up          | Nominado  |
| 2014 | British Independent Film Awards                                 | Mejor Actor                      | Starred Up          | Nominado  |
| 2014 | Chicago Film Critics Association Award                          | Most Promising Performer         | Starred Up Unbroken | Ganador   |
| 2014 | Dublin Film Critics' Circle Awards                              | Breakthrough                     | Starred Up Unbroken | Ganador   |
| 2014 | Dublin Film Critics' Circle Awards                              | Mejor Actor                      | Starred Up          | Nominado  |
| 2014 | Dublin International Film Festival Awards                       | Mejor Actor                      | Starred Up          | Ganador   |
| 2014 | Hollywood Film Awards                                           | New Hollywood                    | Unbroken            | Ganador   |
| 2014 | National Board of Review Awards                                 | Breakthrough Performance         | Starred Up Unbroken | Ganador   |
| 2014 | New York Film Critics Online Awards                             | Breakthrough Performance         | Starred Up Unbroken | Ganador   |
| 2015 | BAFTA Awards                                                    | Rising Star                      | N/A                 | Ganador   |
| 2015 | Empire Awards                                                   | Best Male Newcomer               | Unbroken            | Nominado  |
| 2015 | Gay and Lesbian Entertainment Critics Association Dorian Awards | Rising Star                      | N/A                 | Nominado  |
| 2015 | London Film Critics' Circle Awards                              | British Actor of the Year        | Starred Up Unbroken | Nominado  |
| 2015 | Trophée Chopard                                                 | Male Revelation of the Year      | N/A                 | Ganador   |